# Acritus courtoisi
Acritus courtoisi är en skalbaggsart som beskrevs av Yves Gomy 1978. Acritus courtoisi ingår i släktet Acritus och familjen stumpbaggar. Inga underarter finns listade i Catalogue of Life.